# Horizocerus
Horizocerus es un género de aves bucerotiformes de la familia Bucerotidae propias del África subsahariana. Son conocidas vulgarmente como tocos o cálaos.

## Especies
Se reconocen las siguientes especies:
- Horizocerus hartlaubi (Gould, 1861)
- Horizocerus albocristatus (Cassin, 1848)